# Inegalitatea triunghiului
Inegalitatea triunghiului exprimă matematic ideea că drumul drept este drumul cel mai scurt dintre două puncte.

## Enunț
Într-un triunghi ABC, suma lungimilor laturilor AC și CB este totdeauna mai mare sau cel puțin egală cu lungimea celei de a treia laturi, AB. 
Situația de egalitate este valabilă doar în cazul special, când triunghiul ABC degenerează, încât laturile AC și CB devin segmente parțiale ale laturii a treia, AB. 

### Geometrie
Într-un plan euclidian, în orice triunghi ABC lungimile AB, AC și CB verifică inegalitatea :
{\displaystyle AB\leqslant AC+CB}
Două proprietăți completează această inegalitate:
- {\displaystyle |AC-CB|\leqslant AB}
- {\displaystyle AB=AC+CB\Leftrightarrow C\in [AB]}

### Numere complexe
Utilizând reprezentarea complexă a planului euclidian, notăm:
{\displaystyle x={\text{afixul lui }}{\overrightarrow {AC}}}
{\displaystyle y={\text{afixul lui }}{\overrightarrow {CB}}}
Obținem această formulare echivalentă:
Pentru {\displaystyle (x,y)\in \mathbb {C} ^{2}}, avem :
- {\displaystyle {\Big |}|x|-|y|{\Big |}\leqslant |x+y|\leqslant |x|+|y|}
- {\displaystyle |x+y|=|x|+|y|\Longleftrightarrow \exists (\lambda ,\mu )\in \mathbb {R} _{+}^{2}-\{(0,0)\},\ \lambda x=\mu y}

## Considerente axiomatice
Fie mulțimea E și {\displaystyle d:E\times E\rightarrow \mathbb {R} }.
Spunem că d este o distanță pe E dacă:
- {\displaystyle \forall (x,y)\in E^{2},\ d(x,y)=d(y,x)}
- {\displaystyle \forall (x,y)\in E^{2},\ d(x,y)=0\Longleftrightarrow x=y}
- {\displaystyle \forall (x,y,z)\in E^{3},\ d(x,z)\leqslant d(x,y)+d(y,z)}